# Edson Peri
Edson Peri (Río de Janeiro, Brasil; 5 de junio de 1928 – 2 de agosto de 2025) fue un waterpolista brasileño.

## Carrera
A nivel de clubes estuvo ligado al Guanabara. Participó en los Juegos Olímpicos de Helsinki 1952 donde terminó en la novena posición entre 21 participantes, teniendo actividad en dos partidos.
A nivel panamericano ganó la medalla de plata en Buenos Aires 1951 y la de bronce en México 1955.